# Vélo en bambou

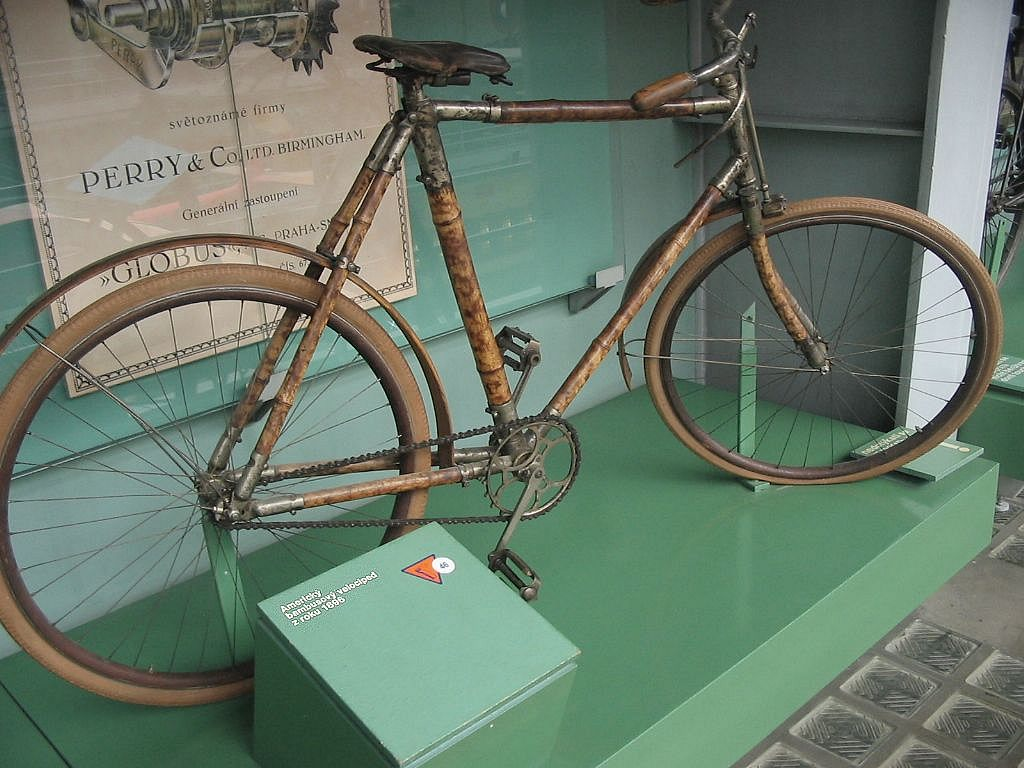
L'un des premiers modèles de vélo en bambou de 1896.

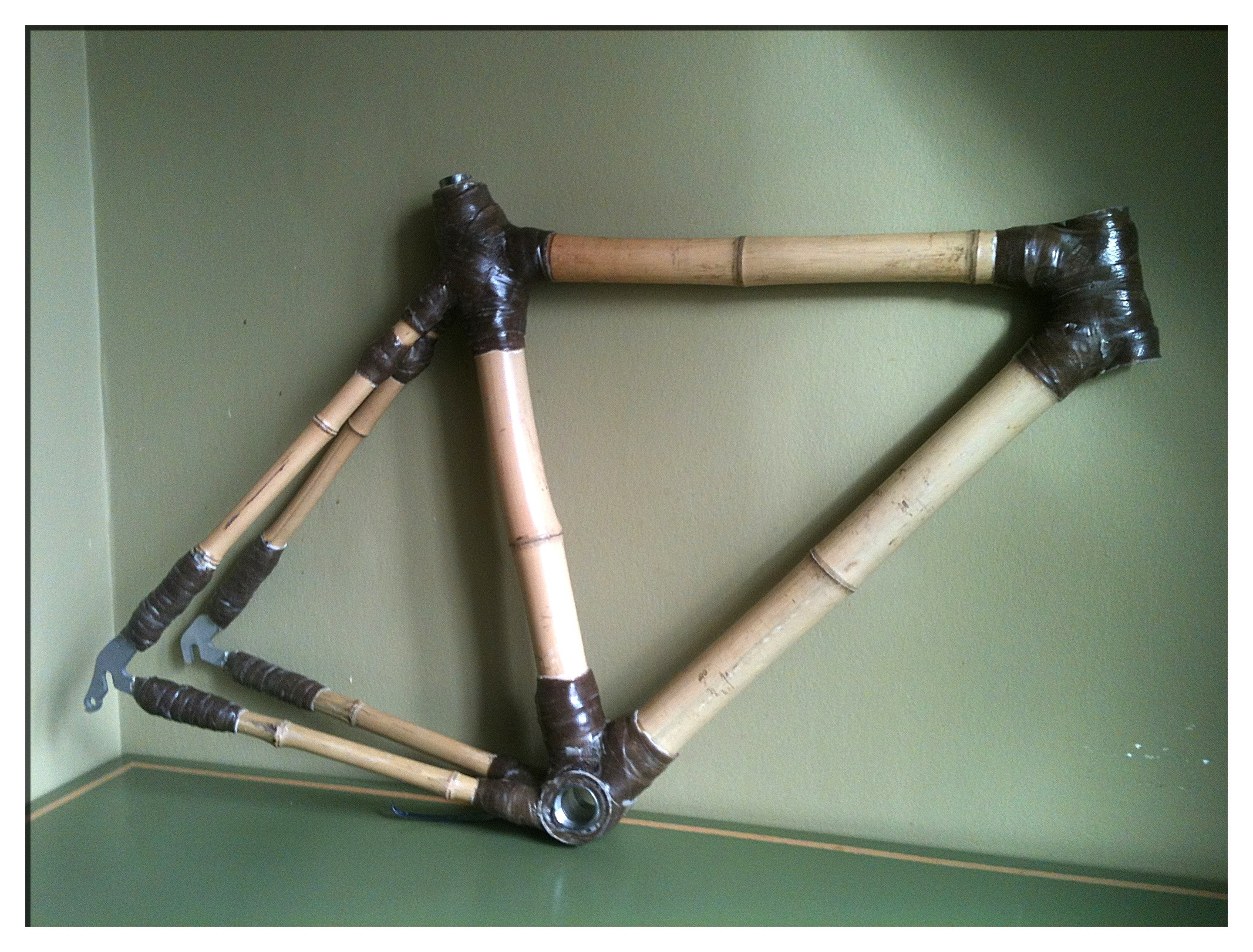
Cadre de bicyclette en bambou.

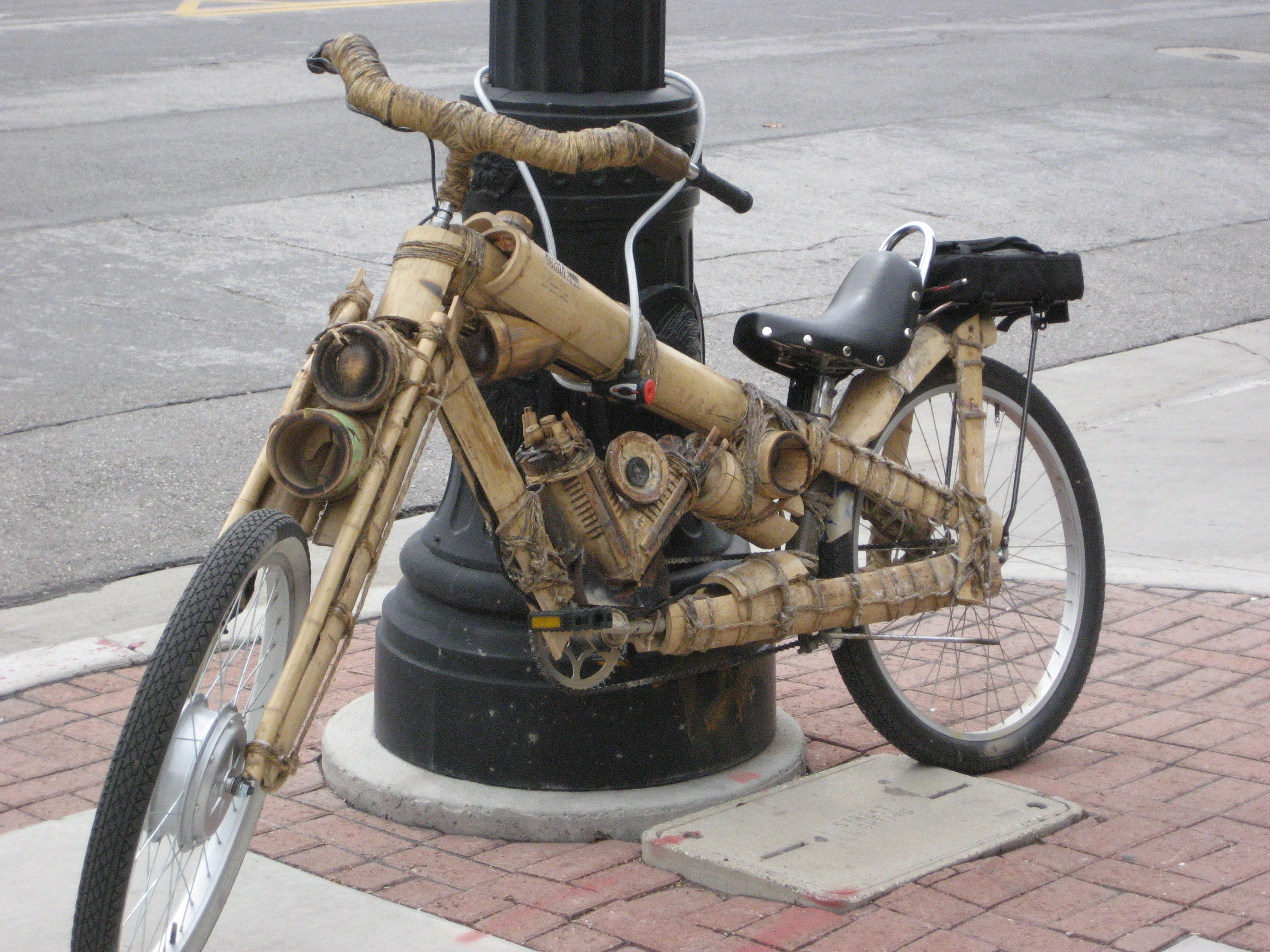
Vélo en bambou.

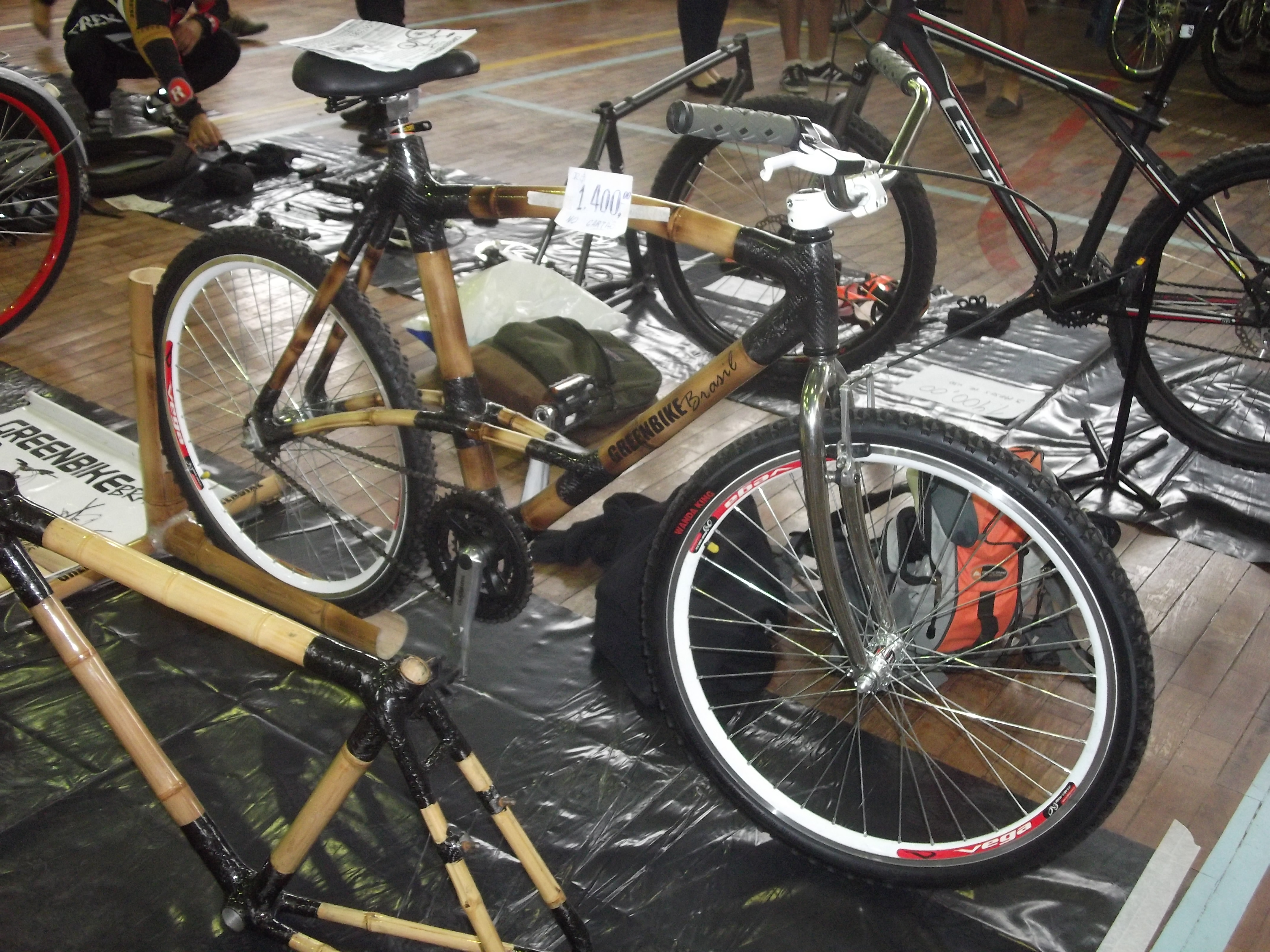
Exposition de vélos à Porto Alegre.

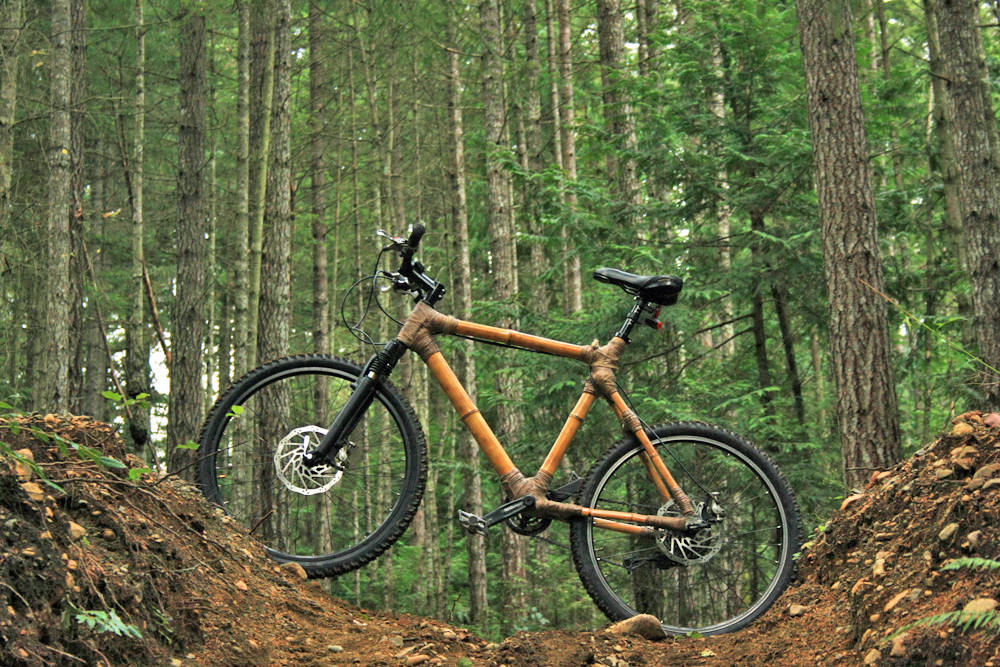
Vélo utilisant de la fibre de chanvre et du bambou.

Un vélo en bambou est une bicyclette, véhicule à deux roues à propulsion humaine, dont le cadre est fabriqué à l'aide de chaumes de  bambou.
Le bambou grâce à son faible poids, l'amortissement des vibrations qu'il permet, sa durabilité et son insensibilité à la corrosion, est un matériau intéressant pour la production de bicyclette, bien que cette industrie soit encore dominée par les cadres en aluminium. 
Réputé pour sa robustesse et le côté « écologique » de sa production, moins polluante que celle des cadres classiques, le vélo en bambou a un prix plus élevé que celui des autres types de bicyclettes.
En Asie et sur d'autres continents, les projets de vélos en bambou se développent, favorisés par les mouvements de politique écologique.

## Histoire
Le premier brevet de vélo en bambou a été enregistré en Angleterre par la Bamboo Cycle Company le 26 avril 1894, numéro de brevet : 8274.
Aux États-Unis,  August Oberg et Andrew Gustafson ont déposé un brevet en 1896. Cependant, du fait du développement de métaux industriels plus durs, tels que l'acier et l'aluminium, le bambou n'a jamais été utilisé à grande échelle pour fabriquer des bicyclettes,
Bien que la bicyclette soit un moyen de transport de base, tant dans les zones rurales que dans les zones urbanisées, les bicyclettes en bambou ne sont actuellement pas très largement utilisées. Cependant, avec l'avènement de la politique « écologique », le bambou est de nouveau utilisé, principalement pour les  vélos de course haut de gamme. Aujourd'hui, les vélos en bambou commencent à entrer sur le marché en tant qu'alternative à faible coût à des vélos, en aluminium ou en métal, relativement coûteux et non « durables ».

## Technique
Il existe plusieurs moyens de lier les morceaux de bambou entre eux : les premiers modèles utilisaient des joints métalliques pincés autour du bambou, une autre méthode consiste à enduire les joints de résine.

## Projet
Parmi les projets de production de vélos en bambou sont notables :
- Bamboo Bike Project : menés par des ingénieurs de l'université de Columbia, de 2007 à 2013 afin de fournir des vélos à des prix accessibles aux populations africaines rurales[13].
- Ghana Bamboo Bike Initiative, créé par Bernice Dapaah[14],[15].

## Coût
Même si le matériau utilisé est le même, la gamme de prix est très large et s'explique par le marché visé (un client au Ghana n'a pas le même budget moyen qu'un client occidental) et la qualité de la production.